# Euroscaphella
Euroscaphella is een geslacht van uitgestorven weekdieren uit de klasse van de Gastropoda (slakken).

## Soorten
- Euroscaphella lamberti (J. Sowerby, 1816) †
- Euroscaphella namnetensis Van Dingenen, Ceulemans & Landau, 2014 †